# Episteme adulatrix
Episteme adulatrix là một loài bướm đêm trong họ Noctuidae.

## Hình ảnh

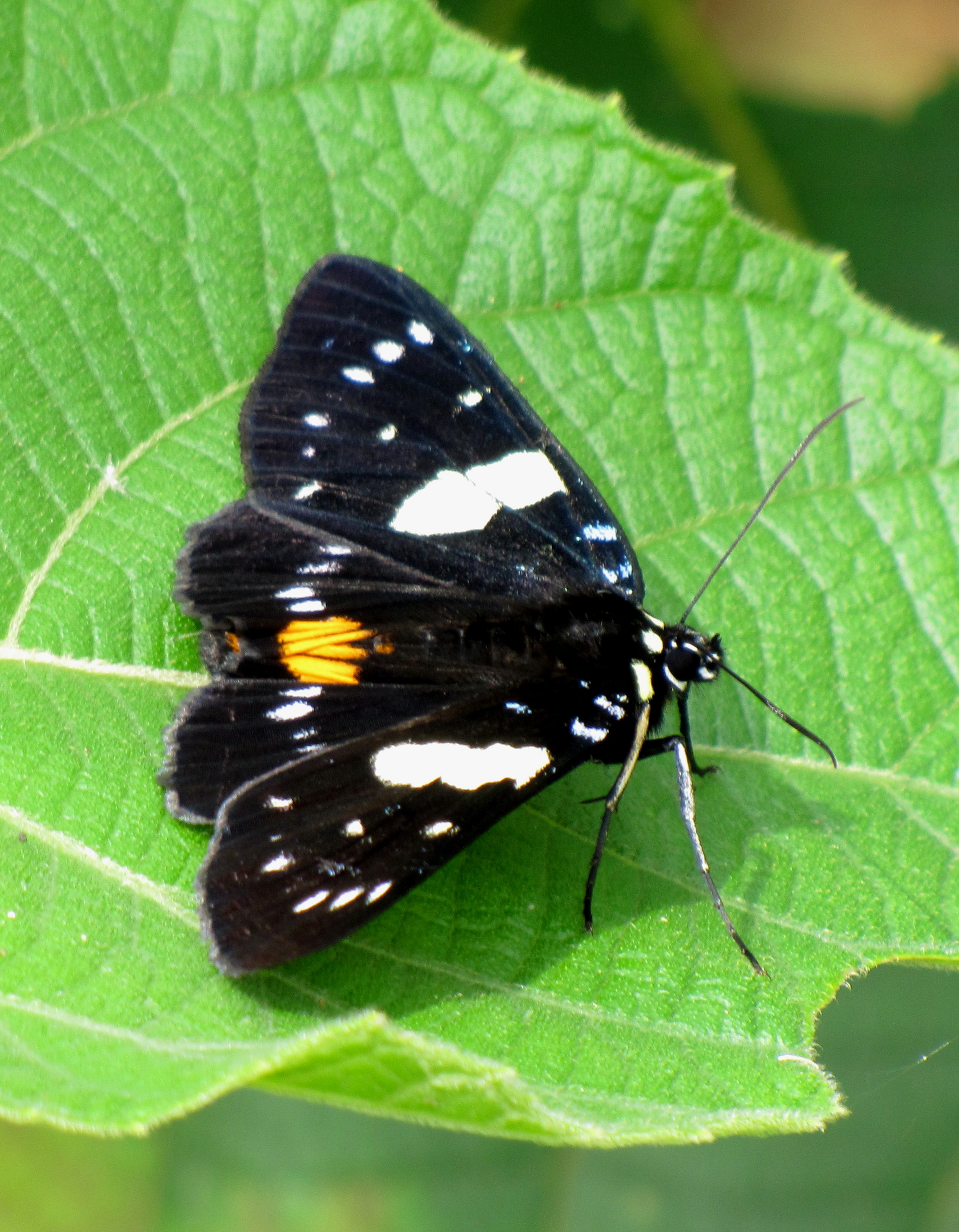
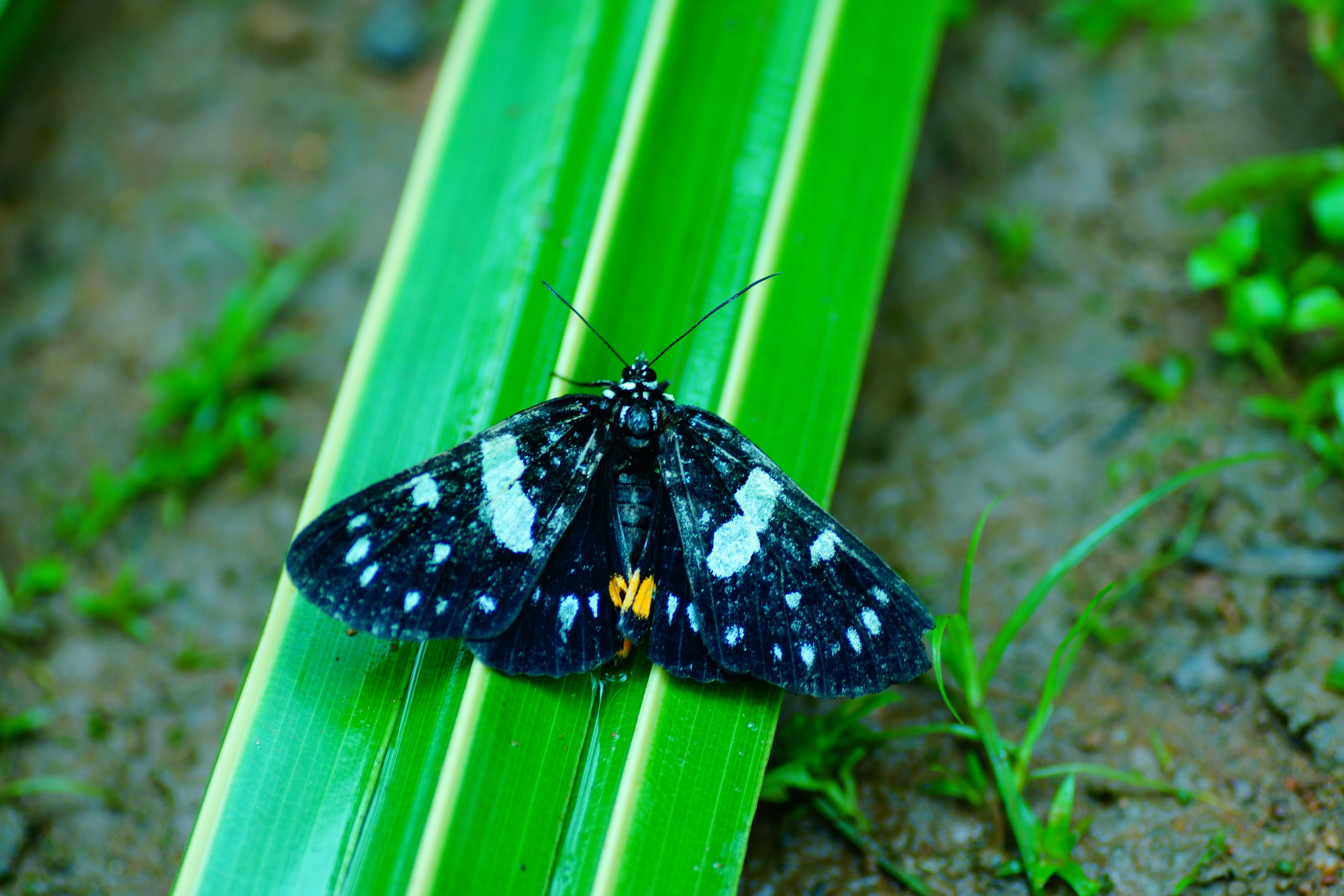
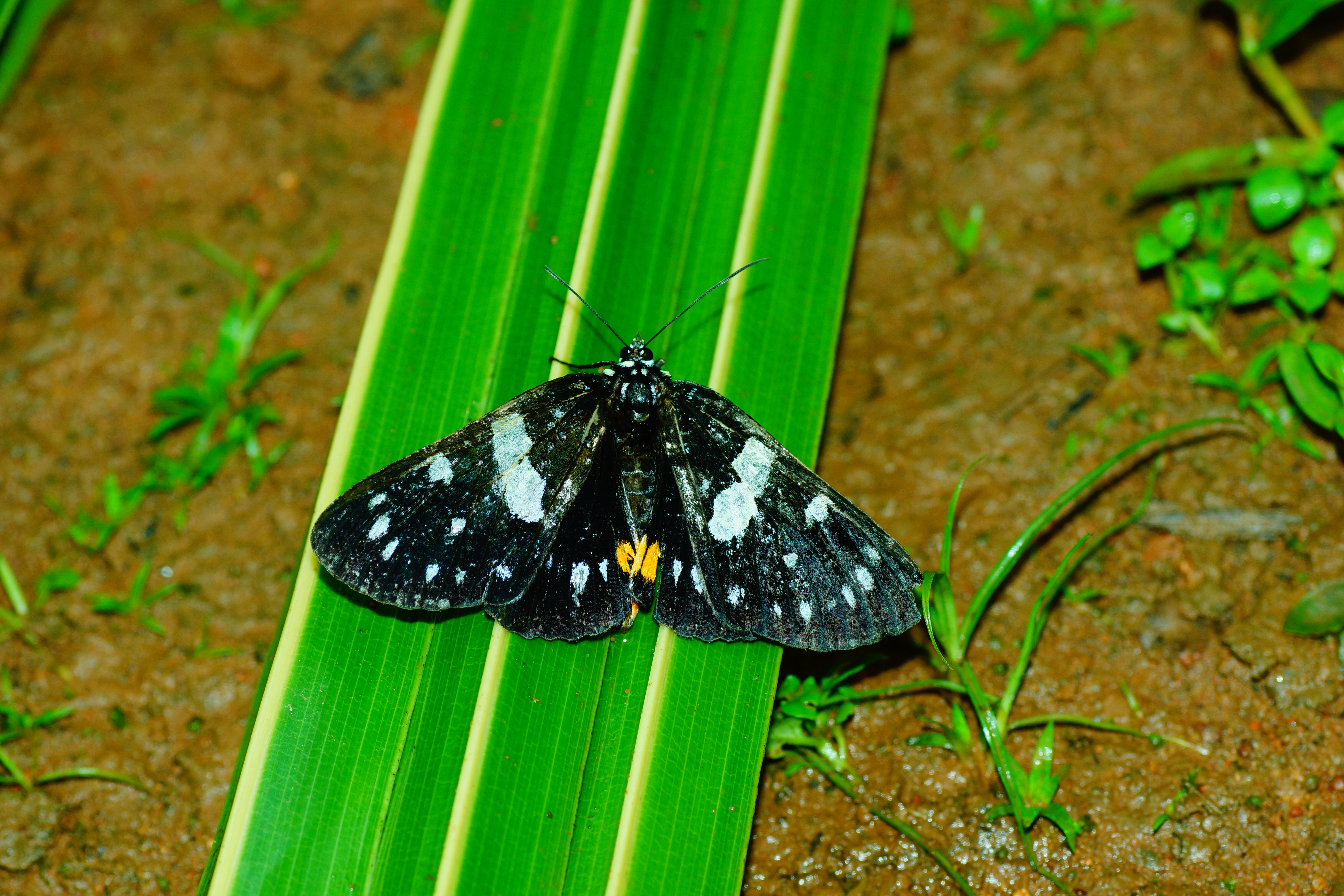
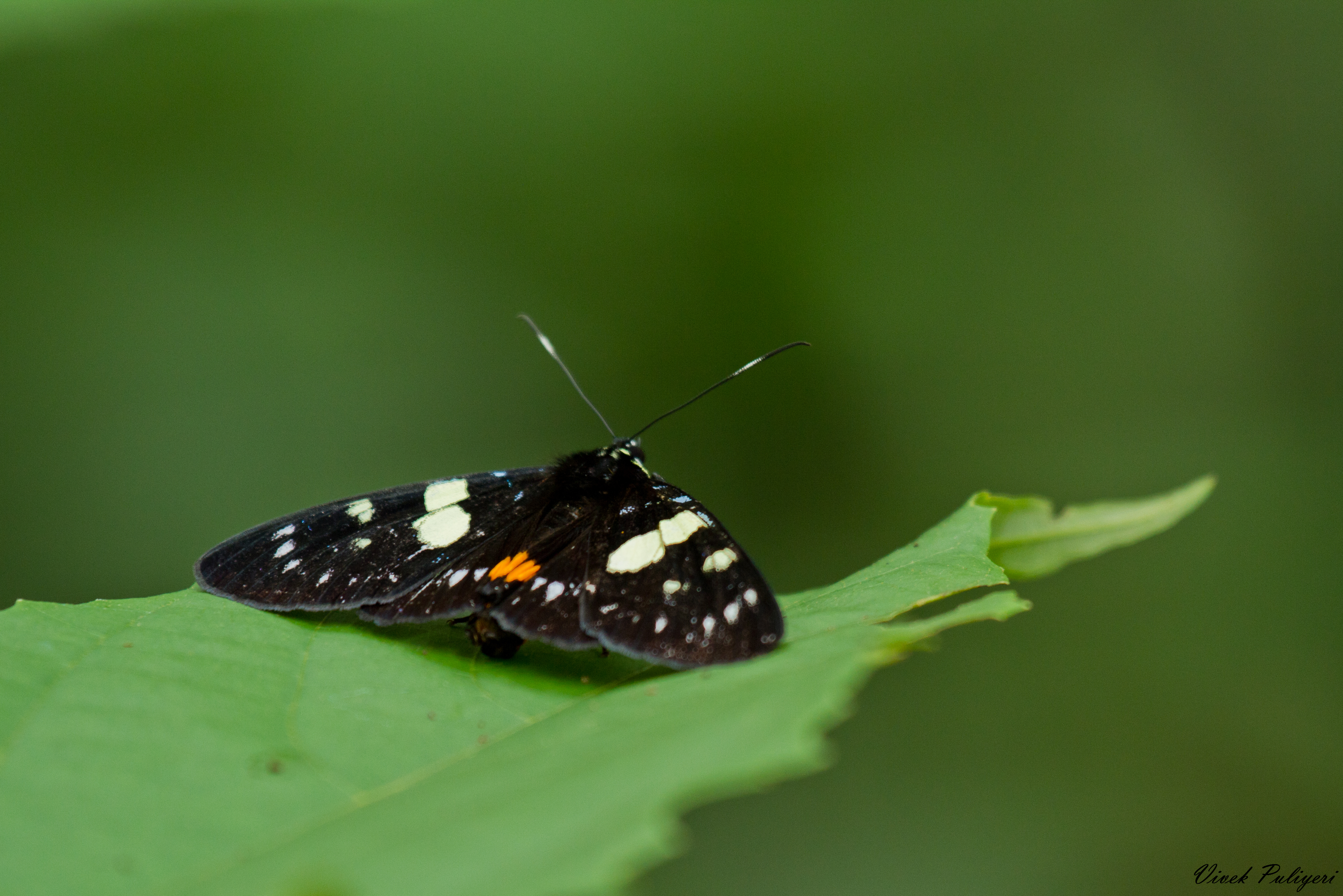